# 창조영 2021
《창조영 2021》(중국어 간체자: 创造营2021, 정체자: 創造營2021, 병음: Chuàngzào Yíng 2021, 영어: CHUANG 2021／Produce Camp 2021)은 중국의 동영상 사이트 플랫폼 텐센트 비디오에서 주최한 보이 그룹 결성 프로젝트 서바이벌 프로그램이다. 《창조 101》의 네 번째 시리즈이다.

## 최종 선발
- 데뷔조는 INTO1으로 데뷔했다.

| 순위 | 이름     | 소속사                | 소속 그룹    |
| ---- | -------- | --------------------- | ------------ |
| 1위  | 류위     | 삐요삐요 문화         |              |
| 2위  | 산타     | Avex WARPs            | WARPs UP     |
| 3위  | 리키마루 | Avex WARPs            | WARPs UP     |
| 4위  | 미카     | Avex                  | INTERSECTION |
| 5위  | 까오칭천 | 동차 엔터테인먼트     | OXQ          |
| 6위  | 린모     | 위엔지화 문화         | 이안음악사   |
| 7위  | 보위엔   | 화이트 엔터테인먼트   | ZERO-G       |
| 8위  | 장쟈위엔 | 와지지와 엔터테인먼트 | 은하계악단   |
| 9위  | 인하오위 | 동차 엔터테인먼트     |              |
| 10위 | 죠우커위 | 제이워크뉴조이        | BEST         |
| 11위 | 류장     | W8VES                 |              |